# Indesit Company
Indesit Company S.p.A. è stata un'azienda multinazionale italiana produttrice di elettrodomestici con sede a Fabriano, in provincia di Ancona. Fondata nel 1975 come Merloni Elettrodomestici S.p.A., è stata una delle maggiori aziende europee del settore. Nel 2014 è passata sotto il controllo della statunitense Whirlpool Corporation, che ne ha deciso la fusione con la sua sussidiaria Whirlpool Europe S.r.l. nel 2016, per dare origine alla Whirlpool EMEA S.p.A.

## Storia

### La fondazione e i primi anni di attività (1975-1983)
Le Industrie Merloni di Fabriano, in provincia di Ancona, fondate nel 1930 da Aristide Merloni, verso la fine degli anni sessanta vararono un processo di organizzazione interna che portò alla nascita di specifiche divisioni operative, e nel 1975 avvenne lo scorporo con la creazione di società distinte, come la Merloni Elettrodomestici S.p.A., sorta dalla divisione elettrodomestici diretta da Vittorio Merloni, figlio del predetto Aristide.
La nuova azienda ereditò tre degli otto stabilimenti produttivi delle Industrie Merloni, ai quali si aggiunsero quello di Aycliffe, in Gran Bretagna, per la produzione di lavatrici e lavastoviglie, rilevato nel 1979 dalla Colston, e quello di Setúbal, in Portogallo, per la produzione di frigoriferi e congelatori, rilevato nel 1980 dalla Frisado, che divenne Ariston Electrodomésticos SA.
Negli anni ottanta l'azienda marchigiana registrò delle difficoltà, situazione che era comune a tutte le imprese del settore, poiché il mercato europeo degli elettrodomestici era ormai saturo. La concomitante progressiva cessione di altre aziende italiane di elettrodomestici a gruppi stranieri, resero Merloni Elettrodomestici la prima azienda nazionale del settore e la quinta a livello continentale, che oltre che con il marchio Ariston operava anche come terzista. Nel 1982, rilevò il 30% di Smeg.

### L'espansione e l'internazionalizzazione (1984-2004)
Vittorio Merloni, tornato a tempo pieno al timone della sua azienda nel 1984, dopo il quadriennio alla presidenza di Confindustria, attuò un importante piano di ristrutturazione aziendale, elaborato in collaborazione con esperti dell'Università di Harvard. Il personale venne ridotto, furono chiusi alcuni stabilimenti, introdotti nei processi produttivi i robot, e lanciati nuovi prodotti. Dopo due anni di passività, l'azienda, che arrivò a produrre 1,5 milioni di pezzi l'anno, tornò in utile grazie ad un significativo incremento di vendite e fatturato, realizzati prevalentemente all'estero. In quello stesso anno fu stipulato un accordo con la Frigidaire International, divisione della statunitense White Consolidated Industries, per l'utilizzo del marchio Frigidaire per una particolare linea di elettrodomestici di alto livello, distribuiti attraverso uno specifico canale commerciale.
Nel febbraio 1987, Merloni Elettrodomestici fece ingresso nel capitale di Philco Italia, rilevandone il 25% delle quote. Sette mesi più tardi, a settembre, fu quotata alla Borsa di Milano, e successivamente alla Borsa di Lisbona tramite la sua consociata portoghese Ariston Electrodomésticos SA. A dicembre, Merloni Elettrodomestici acquistò all'asta il marchio e gli stabilimenti dell'azienda torinese Indesit, in difficoltà da inizio decennio e in amministrazione controllata. Indesit divenne così il secondo marchio dell'azienda marchigiana dopo Ariston. L'ingresso di Indesit nel Gruppo Merloni comportò il raddoppio del fatturato in un solo anno, passato dagli oltre 500 miliardi di lire annuali a oltre 1.000 miliardi, nonché ad un aumento della sua presenza sul mercato europeo, che raggiungeva una quota del 10%.
Nel 1988, il 51% del capitale dell'azienda passò sotto il controllo della Fineldo, holding finanziaria della famiglia Merloni. L'anno successivo, nel 1989, rafforzò la propria presenza internazionale con l'acquisto di due aziende portoghesi produttrici di elettrodomestici, la Fabrica du Portugal e la Fundisao de Oeiras, e quello della francese Scholtès, produttrice di forni elettrici e a microonde.
Nel 1990, nel capitale di Merloni Elettrodomestici fece ingresso il Gruppo Marcegaglia, peraltro fornitore della stessa azienda di Fabriano, che rilevò una quota del 7%. Proseguirono gli investimenti esteri del Gruppo, che nel 1992 acquisì dalla turca Vestel il controllo del 25% della Pekel, per fare ingresso nei mercati turco e mediorientale, e che un anno più tardi arrivò al 54%. Nel 1993, creò una joint-venture in Argentina, con il Gruppo Zanella, la Argentron SA, per la distribuzione nei paesi sudamericani. Nel 1995, attraverso la sua consociata britannica rilevò la New World, produttrice di cucine. Nello stesso anno, Merloni fece ingresso in Estremo Oriente con l'apertura di un nuovo insediamento produttivo a Qingdao, in Cina, attraverso una joint-venture creata con Haier denominata Merloni Haier Washing Appliances Company, per produrre lavabiancheria per il mercato cinese e per l'esportazione nel continente asiatico. Nel 1996, in Italia, rilevò il 30% di STAR, azienda veneta produttrice di piani cottura e cappe per cucina.
Nel 1996, Merloni nominò il primo amministratore delegato dell'azienda esterno al Gruppo, Francesco Caio, con l'obiettivo di migliorare le performance finanziarie e la presenza del brand nei mercanti esteri.
Nel 1999, inaugurò la linea di prodotti dotati di tecnologia WRAP denominata Ariston Digital, con l'Home Smart Monitor (HSM), uno schermo interattivo e multimediale touch screen da incasso, che consentiva di collegarsi ad internet, alla televisione e alla radio, sviluppato dall'azienda marchigiana in collaborazione con il Media Lab del MIT di Boston. La linea Ariston Digital venne presentata all'edizione dello SMAU di quell'anno presso la Fiera di Milano. Nel medesimo anno, Merloni Elettrodomestici aprì a Łódź, in Polonia, il suo undicesimo stabilimento, per la produzione delle cucine Indesit.
Nel 2000, a Caio succedette nel ruolo di amministratore delegato della società Andrea Guerra, il più giovane di una società quotata in borsa. In quell'anno, Merloni lanciò un altro modello di monitor da cucina, Leonardo, che consentiva di navigare su internet e fare shopping on line, scaricare ricette e cicli di cottura dal web. Proseguì l'espansione internazionale dell'azienda di Fabriano, che in quell'anno rilevò Stinol, primo produttore russo di elettrodomestici. Nel 2001, fu rilevato il 50% della britannica General Domestic Appliances (GDA), produttrice di elettrodomestici a marchio Hotpoint, di cui acquisì il pieno controllo l'anno successivo, nel 2002, rilevando poi la restante metà del capitale posseduta dalla statunitense General Electric.

### Il cambio di nome: da Merloni Elettrodomestici a Indesit Company (2005-2012)
Il 6 settembre 2004, nella sede di Fabriano si riunì l'assemblea ordinaria degli azionisti di Merloni Elettrodomestici, in occasione della quale venne deliberato il cambio di denominazione societaria in Indesit Company S.p.A., assunta a partire dal 1º gennaio 2005. L'azienda marchigiana aveva ormai assunto le dimensioni e le caratteristiche di una conglomerata, e nonostante il marchio storico era Ariston, venne scelto Indesit per la nuova ragione sociale poiché era il suo marchio globale.
La nuova Indesit Company nel 2005 creò una joint-venture con la cinese Wuxi Little Swan Company, per la produzione di lavastoviglie, di cui l'azienda italiana è azionista con il 70%. Nel novembre 2006, con il modello di lavabiancheria Aqualtis, l'azienda venne insignita dell'Award Ecohitech, per qualità tecnologica, basso consumo energetico e per l'ecocompatibilità del prodotto. Nel 2007, il marchio Ariston, fino ad allora condiviso con la Merloni Termosanitari, fu abbinato e unito ad Hotpoint, dando così origine al brand Hotpoint-Ariston.
Nella Grande recessione dell'economia scoppiata nel 2007, che interessò soprattutto i paesi europei, quello degli elettrodomestici fu uno dei settori industriali più colpiti duramente, poiché netta fu la flessione delle vendite. Ne fu investita anche Indesit Company, che vide ridurre del 60% il valore del suo titolo in borsa nel 2008, ed un calo delle vendite del 20%. La multinazionale marchigiana, al fine di ridurre i costi, tra il 2009 e il 2012,  chiuse lo stabilimento in Galles, e gli stabilimenti italiani di Brembate di Sopra, in provincia di Bergamo, di Refrontolo, in provincia di Treviso, e di None, in provincia di Torino, e al contempo spostò le produzioni negli stabilimenti polacchi.
Nel 2012, Indesit Company annunciò l'ingresso nel mercato dei piccoli elettrodomestici.

### Il declino e la cessione a Whirlpool Corporation (2013-2016)
Dal 2010, presidente della Indesit Company era Andrea Merloni, figlio di Vittorio, ma dopo appena tre anni, nel 2013, gli succedeva Marco Milani, che della multinazionale era amministratore delegato dal 2004.
L'azienda dei Merloni non era più in grado di riprendersi, dato che sia le quote di mercato che gli utili erano in forte contrazione, soprattutto in Europa occidentale, e ciò era dovuto chiaramente alla crisi dei consumi, all'aumento del costo delle materie prime, e al sopravvalutazione dell'euro sul dollaro. Nel febbraio 2014, viene chiuso lo stabilimento di Teverola, in provincia di Caserta, dove si producevano le lavatrici. Cinque mesi più tardi, a luglio, Indesit Company viene rilevata dalla Whirlpool Italia Holdings S.r.l., consociata italiana della multinazionale statunitense Whirlpool Corporation, che acquisisce il 60,4% delle sue azioni.
L'avvento della proprietà statunitense porta all'azzeramento del consiglio di amministrazione, alla revoca del titolo in borsa, e la conduzione dell'azienda viene affidata alla manager basca Esther Berrozpe. La Berrozpe dirige le attività di integrazione delle attività di Whirlpool Europe S.r.l. ed Indesit Company, che nel 2016 porta alla loro fusione societaria che dà vita alla Whirlpool EMEA S.p.A., la cui sede operativa è a Pero, provincia di Milano.

la Beko compra la Whirpool
Nel 2024 la Beko compra la Whirpool corporation,ma la Beko dopo aver consegnato le divise ai lavoratori in Italia, il 20 novembre 2024 annuncia  che gli stabilimenti di Comunanza e  Siena saranno chiusi il 31 dicembre 2025

## Informazioni e dati
Indesit Company S.p.A., nata come azienda a conduzione familiare, è stata una multinazionale specializzata nella produzione e vendita di elettrodomestici. La sua produzione comprendeva cucine, piani cottura, forni elettrici, frigoriferi, congelatori, lavatrici, asciugatrici e lavastoviglie. Operava con Indesit e Hotpoint come marchi globali, e Stinol come marchio regionale. 
Nel 2013, contava 15.790 dipendenti, impiegati in tre stabilimenti in Italia (Fabriano, Comunanza e Carinaro), due in Polonia (Łódź, Radomsko), e tre in Regno Unito (Yate), Russia (Lipeck) e Turchia (Manisa). Nello stesso anno, realizzava un fatturato di 2,6 miliardi di euro, ed un utile netto di 3,2 milioni. Ebitda di 178,5 milioni di euro, Ebit di 68,1 milioni, l'indebitamento finanziario netto di 325,5 milioni, il valore residuo di immobili, impianti e macchinari pari a 673,1 milioni, e 635,8 milioni di patrimonio netto.
Il Gruppo Indesit era il terzo produttore europeo di elettrodomestici dopo la svedese Electrolux e la tedesca BSH, e seconda azienda privata italiana dopo il Gruppo FIAT, e nel periodo pre-crisi la sua produzione annuale era di 14 milioni di pezzi. Nel 2012, era la seconda in Europa per quota di mercato con il 13%.